# Arthroleptis francei
Arthroleptis francei és una espècie de granota que viu a Malawi.
Està amenaçada d'extinció per la pèrdua del seu hàbitat natural.